# 大谷瑩誠
大谷 瑩誠（おおたに えいじょう、1878年（明治11年）11月3日 - 1948年（昭和23年）4月28日）は、浄土真宗の僧で、真宗大谷派連枝。東洋学者。第13代大谷大学学長。院号は能浄院。別号は「禿庵」。

## 来歴

### 幼少期から学生時代
1878年、東本願寺第22世法主・大谷光瑩（現如）の次男として生まれた。幼名は英麿(ふさまろ)。父の意向で11歳から17歳まで親元を離れて上京し、福沢諭吉家で薫陶を受けた。1897年（明治30年）、真宗京都中学（現・大谷高等学校）を卒業。

### 布教活動に従事
翌1898年（明治31年）、21歳で布教のため大谷勝信とともに日清戦争直後の中国上海や台湾に赴いて、台湾南支布教総督に就任。布教活動の第一線に立った。
3年間布教活動に従事した後、新知識を求めてイギリス・オックスフォード大学マンチェスターカレッジに入学し、3年間を過ごした。1904年7月に日本帰国。その後は、寺務総長、宗務総長など宗派の要職を務め、また福井別院の住職を兼任した。
宗門の任に当たると同時に学問に対する関心も持ち続け、京都帝国大学文学部選科生として内藤湖南や狩野直喜らに師事し、東洋学の造詣を深めた。1925年(大正14年)、フランス・パリに渡り、国民図書館でとりわけ中国敦煌出土の古文献研究に励んだ。同時期には京都帝国大学の木田義英も梵語研究のために渡仏しており、親交を結んだ。1926年夏、日本に帰国。
1944年（昭和19年）、大谷大学学長に就任するも、在任中の1948年（昭和23年）に急逝した。

## 研究内容・業績
- 東洋学の中でも、東洋史学、敦煌学を研究テーマとした。その一方で、仏教者として、欧州留学時にはインド学としての欧州の仏教学界の動向にも注目していた。
- 瑩誠が蒐集した中国の古文献や古印などには重要文化財も含まれ、その多くは「禿庵文庫」として大谷大学に所蔵されている。
- 「禿庵文庫」に収められている書簡には、幼少の師であった福沢諭吉、富岡鉄斎、東洋史関連の羽田亨、狩野直喜、内藤湖南らのものがある。また、兄を通じて竹内栖鳳とも知己があり、能楽の鑑賞や保護を通じて交遊があったことが分かる[1]。

## 家族・親族
- 父：大谷光瑩（現如）は東本願寺第22世法主。
- 兄：大谷光演(顕如、句仏上人)は第23世世法主。書画に優れた。
- 養子：大谷暢慶は東本願寺南米本願寺（ブラジル・サンパウロ別院）の住職を務めた。暢慶の子である大谷暢裕は2020年より第26世門首となる。

## 著述
- 『親鸞聖人讃仰』大谷瑩誠述・暁烏敏編、1943
- 『わが信念の伝統』暁烏敏編、1943

### 収集資料関連
- 神田喜一郎・野上俊静監修1964『中国古印図録』大谷大学
- 『前學長大谷瑩誠殿一周忌御藏書展観目録』大谷大学 1949
- 2009年度冬季企画展 京都を学ぶ「The Collection of 禿庵 TOKUAN -大谷瑩誠と京都の東洋学-」[2]

## 大谷瑩誠に関する資料
- 野上俊静1964「大谷瑩誠先生と禿庵文庫」『中国古印図録』大谷大学 , doi:10.11501/8799311, NDLJP:8799311
- 山口益「故大谷瑩誠学長殿を憶ふ」『大谷学報』第28巻第1号、大谷学会、1948年11月、48-51頁、CRID 1050001201677578240、ISSN 0287-6027、NAID 120005868097。
- 礪波護「大谷瑩誠と神田喜一郎」『書香：大谷大学図書館報』第20巻、大谷大学図書館、2003年2月、5-7頁、CRID 1050845763421358464、NAID 120006476120。